# Крайний (аэропорт)
Кра́йний — аэропорт в Кызылординской области Казахстана, обслуживающий космодром Байконур. Расположен на правом берегу Сырдарьи в 6 км западнее Байконура (на площадке 15А космодрома Байконур).
Официальное название «Байконур (Крайний)». Из аэропорта выполняются чартерные пассажирские и грузопассажирские авиарейсы в Москву, эпизодически — в другие города России и Казахстана.
Аэропорт арендован Россией у Казахстана в составе комплекса «Байконур» на период до 2050 года, внесён в Государственный реестр гражданских аэродромов РФ.

## Характеристики
Аэродром Крайний класса Б, имеет одну взлётно-посадочную полосу, способен принимать самолёты Ил-76 (с ограничениями по весу самолёта и числу взлётов-посадок в сутки), Ту-154, Аэробус А310, А320 и все более лёгкие, а также вертолёты всех типов.
Классификационное число (PCN) ВПП 53/F/C/W/T  (до 2015 года составляло 21/R/B/X/T). Ширина рулёжной дорожки № 3 — 18 м. Рулёжные дорожки № 1, 2, 4, 5 временно (до проведения их реконструкции) не используются.
К северу от аэродрома проходит с запада на восток железная дорога Арысь-I — Кандыагаш (Кандагач), ближайшие станции — Тюратам в 7 км северо-восточнее аэродрома и разъезд № 103 в 5 км севернее аэродрома. В западных исторических и географических источниках Крайний обозначается как Tyuratam или Tyuratam1 (по названию ближайшей железнодорожной станции Тюратам).
В северной части космодрома Байконур, в 40 км северо-северо-западнее города Байконур
находится экспериментальный аэродром Юбилейный.
В 5 км восточнее аэродрома, на западной окраине города Байконур, имеется вертолётная площадка, на которой базируется авиационный отряд специального назначения МВД России (вертолёты «Robinson R44»), созданный в июле 2004 года. 45°37′48″ с. ш. 63°17′55″ в. д.
Имеется также вертолётная площадка на территории Больницы № 1 ФГУЗ МСЧ-1 ФМБА РФ в городе Байконур (бывший военный госпиталь). 45°36′52″ с. ш. 63°18′45″ в. д.

## Регулярные перевозки
С 1970-х годов в аэропорт Крайний регулярно выполнялся рейс № 565/566 из Москвы (аэропорт Внуково) на самолёте Ту-154 (три раза в неделю, по вторникам, четвергам и субботам). После распада СССР этот рейс сохранился, его выполняла компания «Внуковские авиалинии» вплоть до 1999 года (по вторникам и субботам, с 1995 года — по вторникам).
До начала 1990-х годов выполнялся регулярный почтовый рейс (ежедневно, кроме понедельника) Кзыл-Орда — Крайний — Кзыл-Орда на самолёте Ан-2 Кзыл-Ординского объединённого авиаотряда.
С 1995 года и до начала 2000-х годов авиакомпанией «Карат» выполнялись рейсы из Москвы (аэропорт Внуково) на самолёте Як-42 1—2 раза в неделю.
С начала 2000-х в течение нескольких лет авиакомпанией «Домодедовские авиалинии» выполнялись рейсы из Москвы (аэропорт Домодедово) на самолёте Ту-134 2 раза в неделю.
До июля 2011 года авиакомпания «Уральские Авиалинии» выполняла регулярные рейсы по направлению из Москвы (Домодедово) на Ту-154 2 раза в неделю (по вторникам и пятницам).
С 11 июля 2011 года по декабрь 2014 года выполнялся рейс Москва (Домодедово) — Байконур (Крайний) — Москва (Домодедово) авиакомпанией «Тулпар-ЭЙР» на Як-42Д: с июля по сентябрь 2011 и 2012 годов 4 раза в неделю (понедельник, вторник, четверг, пятница), в остальные месяцы 3 раза в неделю (понедельник, среда, пятница).
С января по март 2015 года выполнялся рейс Москва (Домодедово) — Байконур (Крайний) — Москва (Домодедово) авиакомпанией «Алроса»: по вторникам на самолёте CRJ200, по пятницам на Ту-154М. С апреля 2015 года по февраль 2016 года в связи с реконструкцией ВПП аэродрома Крайний данный рейс выполнялся АК «Алроса» из Домодедова в аэропорт областного центра Кызылорда (на самолёте Боинг 737-800) по вторникам (с 30 октября — по вторникам и пятницам).
С 4 марта 2016 года возобновлены рейсы Москва (Домодедово) — Байконур (Крайний) — Москва (Домодедово). Они выполняются по вторникам авиакомпанией «РусЛайн» на самолёте CRJ200 и по пятницам авиакомпанией «АЛРОСА» на самолёте Ту-154М (в том числе до августа 2018 года использовался самолёт RA-85684, восстановленный в 2011 году после аварийной посадки в Ижме).
С декабря 2018 года регулярные рейсы в аэропорт Крайний прекращены. Авиационный доступ на космодром осуществляется через аэропорт Кызылорда, куда авиакомпания «Аэрофлот» выполняет рейсы из московского аэропорта Шереметьево  4 раза в неделю; данный рейс выполнялся только по 26 октября 2019 года включительно, а сейчас прямое авиационное сообщение с Москвой возможно только через ближайшие аэропорты Актобе и Шымкент.
Планировалось возобновление регулярных рейсов «Аэрофлота» по маршруту Москва — Кызылорда с 23 мая 2020 года, однако из-за пандемии коронавируса реализация данного мероприятия была отложена на июль, а затем на сентябрь 2020 г.
В связи с приостановлением, из-за пандемии, пассажирского сообщения между РК и РФ, были организованы эпизодические прямые авиарейсы Москва (Домодедово) — Байконур (Крайний)  в марте — августе 2020 г. На рейсы допускаются жители Байконура (по предъявлению постоянной или временной регистрации в городе) и сотрудники предприятий Роскосмоса (по командировочным удостоверениям).

## История

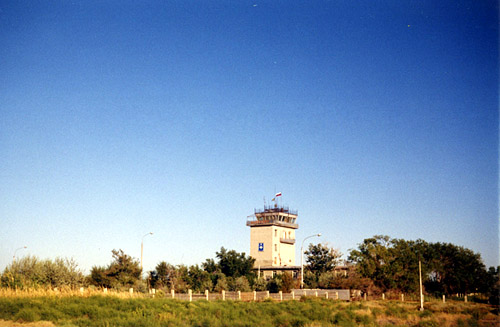
Здание аэропорта до реконструкции

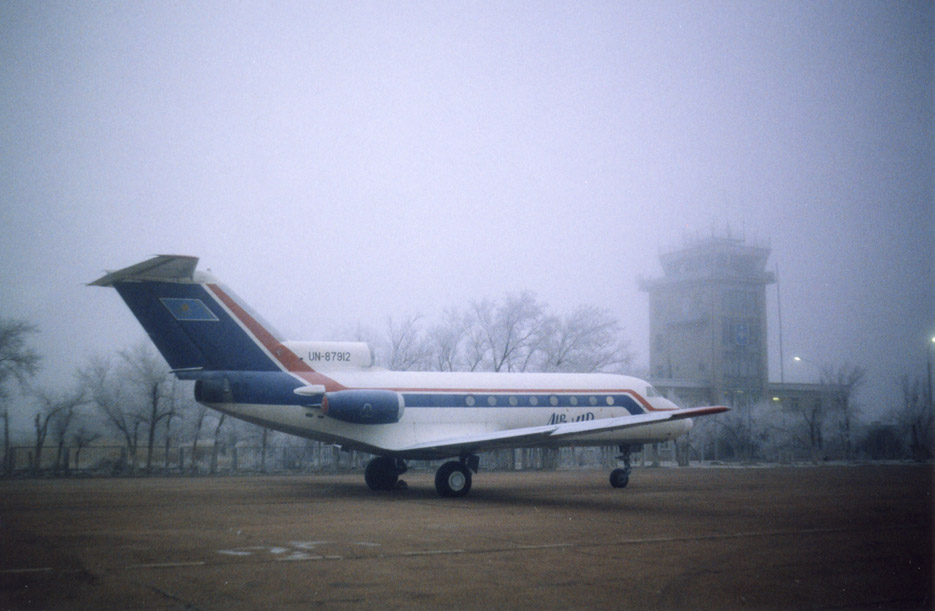
Як-40 на лётном поле (конец 1990-х годов)

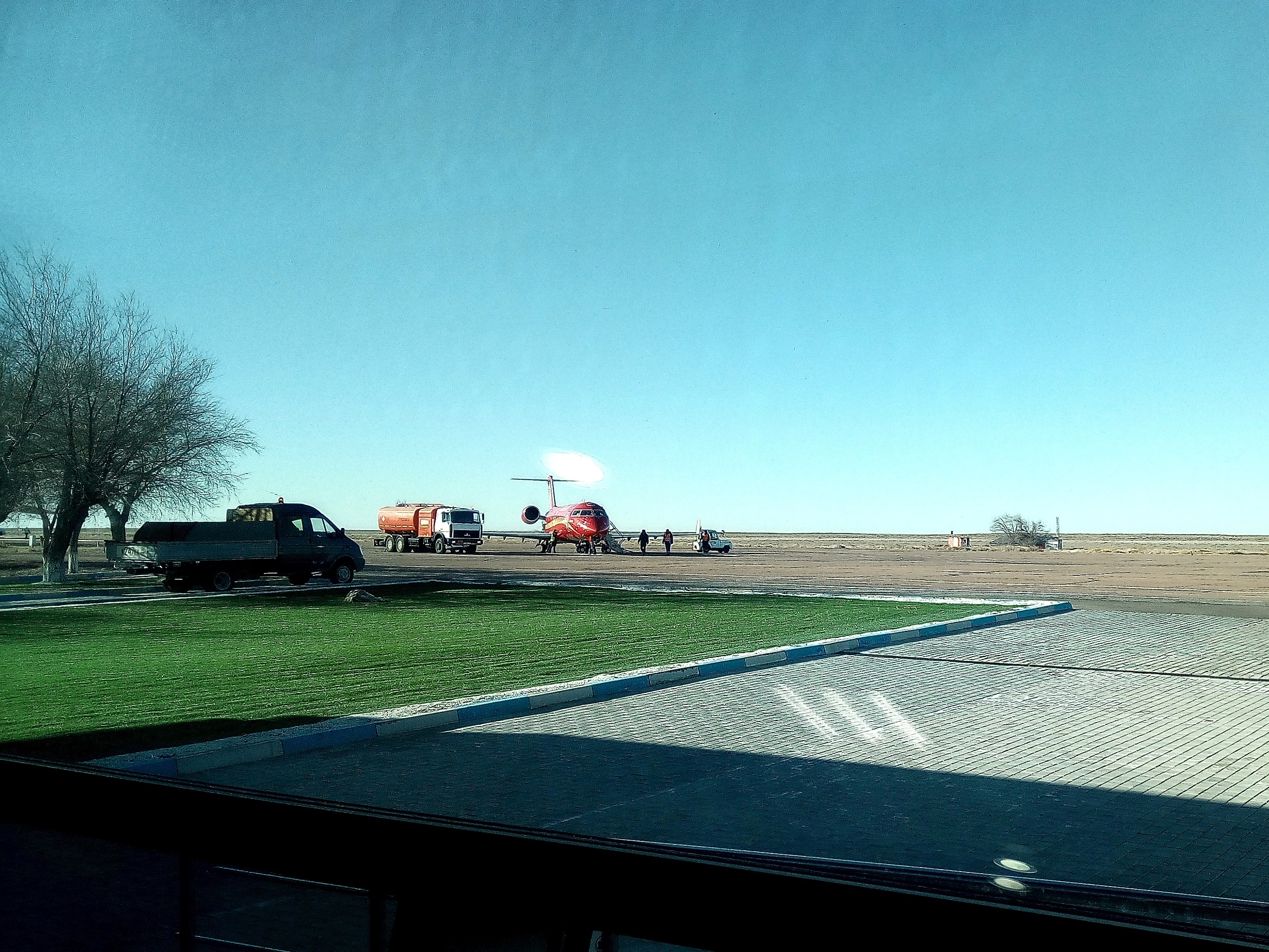
Вид на лётное поле из здания аэропорта

Фонтан-ракета на площади у аэропорта

6-е отдельное авиационное звено (командир старший лейтенант Лубнин Н. Д.) научно-исследовательского полигона № 5 министерства обороны СССР (ныне космодром Байконур) было сформировано 5 декабря 1955 года и базировалось в аэропорту Джусалы.
Летом 1956 года был создан временный аэродром вблизи метеостанции на площадке 6 с узкой грунтовой взлётно-посадочной полосой для лёгких самолётов Як-12.
20 июня 1956 года начато и к концу года завершено строительство аэродрома «Ласточка» (45°37′48″ с. ш. 63°15′41″ в. д.) на площадке 15 в 3 км к северо-западу от посёлка Заря (нынешнего города Байконур). Аэродром функционировал с марта 1957 года по 1966 год (здесь базировались самолёты Як-12, Ли-2). Аэродром имел искусственную ВПП (с 1957 года — сборную металлическую, позже — асфальтовую) размерами 1200×35 м (для самолётов Ил-14, Ли-2 и т. п.) и грунтовую ВПП размерами 2000×70 м (для самолётов Ан-10, Ан-12 и т. п.).
В июне 1957 года авиационное звено было переформировано в 286-ю отдельную смешанную авиационную эскадрилью. Для обеспечения полётов 25 апреля 1959 года сформирована 86-я отдельная авиационная комендатура (войсковая часть 25813), которую возглавил майор Фенога И. П.
17 марта 1960 года на базе 286-й ОСАЭ начал формироваться 99-й отдельный смешанный авиационный полк (войсковая часть 43009). Первым командиром полка был назначен участник Великой Отечественной войны, боевой летчик 1-го класса полковник Жуков А. Е.
10 апреля 1962 года на базе 86-й комендатуры авиационного гарнизона был сформирован 7-й отдельный батальон аэродромно-технического обеспечения (в/ч 25813).
В 1964 году завершено строительство и введён в строй новый аэродром 1-го класса Крайний с бетонной ВПП длиной 3100 м, позволяющей принимать современные турбореактивные самолёты. 25 августа 1964 года на базе роты связи и радиотехнического обеспечения в/ч 25813 сформирован 336-й отдельный дивизион связи и радиотехнического обеспечения полётов.
В середине 1960-х на аэродроме несло боевое дежурство звено истребителей-перехватчиков Су-9 (самый скоростной и высотный боевой самолёт в СССР в тот период) для обеспечения противовоздушной обороны космодрома (позже космодром был обеспечен зенитно-ракетными комплексами и необходимость в истребителях отпала). Один из этих самолётов установлен на пьедестале в качестве монумента при въезде в аэропорт.
По состоянию на 1966 год на аэродроме базировались: 1-я эскадрилья — 2 самолёта Ан-12 и самолёты Ан-2, 2-я эскадрилья — самолёты Ли-2, 3-я эскадрилья — вертолёты Ми-4 (9 машин) и Ми-6 (3 машины).
В 1970—1980-х основными типами воздушных судов, эксплуатировавшимися на Крайнем, были транспортные самолёты Ан-12, Ан-26 и Ил-14, вертолёты Ми-8. Кроме того, в 1975—1988 годах на аэродроме базировались четыре самолёта Ил-20РТ — самолётные измерительные пункты (СИП).
В 1974 году на аэродроме построено расходное хранилище авиационного топлива (центральная заправка). 1 августа 1981 года 336-й отдельный дивизион связи и радиотехнического обеспечения полётов переформирован в отдельный батальон (войсковая часть 02460).
Первоначально ВПП и рулёжные дорожки аэродрома были построены из бетона (методом заливки картами). В 1983 году был проведён средний ремонт аэродрома, в ходе которого поверх бетона был уложен слой асфальта с добавлением гранитной крошки, вследствие чего с тех пор ВПП и рулёжные дорожки аэродрома получили специфический красноватый цвет.
До конца 1980-х годов на аэродроме эксплуатировались три грунтовые взлётно-посадочные полосы для поршневых самолётов (Ан-2, Ил-14): 10/28 (размеры 600х100 м), 17/35 (1000х100 м), 05/23 (3100х100 м).
В 1980-х годах аэродром активно использовался для транспортных и исследовательских полётов, связанных с опытно-конструкторскими работами по программе «Энергия» — «Буран» (наряду с аэродромом Юбилейный).
В 1982 году Главное управление космическими средствами (ГУКОС) было выведено из состава РВСН и подчинено непосредственно Генеральному штабу Вооружённых сил СССР. Вместе с ГУКОС был передан космодром Байконур, в состав которого входили 99-й ОСАП (в/ч 43009), 7-й ОБАТО (в/ч 25813) и 336-й отдельный дивизион связи и радиотехнического обеспечения (в/ч 02460).
В 1990—1993 годах самолёты Ил-14 были выведены из эксплуатации и утилизированы, им на смену пришли современные грузопассажирские самолёты Ан-72.
Аэродром Крайний является одним из памятных мест космодрома «Байконур»; во время визитов на космодром сюда многократно прибывали видные политики и руководители отечественной космонавтики, все советские и российские космонавты. В частности, здесь бывали С. П. Королёв, В. П. Бармин, В. П. Глушко, Л. И. Брежнев, Р. Я. Малиновский, А. А. Гречко, Д. Ф. Устинов.
С декабря 1999 года авиаполк был переформирован в отдельную смешанную авиационную эскадрилью в составе одного отряда, двух звеньев самолётов и звена вертолётов (войсковая часть сохранила номер 43009). С февраля 2000 года отдельный батальон связи и радиотехнического обеспечения полётов (войсковая часть 02460) и 7-й отдельный батальон аэродромно-технического обеспечения (войсковая часть 25813) расформированы, вместо них создана 533-я авиационная комендатура (в/ч 25813).
До декабря 2008 года, когда войсковые части 43009 и 25813 были расформированы, на аэродроме базировались самолёты Ан-12, Ан-72, Ан-26 и вертолёты Ми-8.
В 2008 году на Байконуре закончился процесс расформирования войсковых частей, входивших в состав пятого государственного испытательного космодрома Минобороны России, и передача их объектов предприятиям российской ракетно-космической отрасли. В декабре байконурский аэропорт Крайний передан в ведение ФГУП «ЦЭНКИ». Специалисты организации определили перечень необходимых работ для сертифицирования аэродрома в «Росаэронавигации».
С 2009 года ведётся поэтапная реконструкция аэродрома. После завершения реконструкции аэродром сможет принимать большинство современных типов самолётов: Ан-124 «Руслан», Боинг-747 и все более лёгкие.
В августе—ноябре 2009 года проведён средний ремонт ВПП.

## Современное состояние
С 10 июля 2010 года аэродром «Крайний» включён в Государственный реестр гражданских аэродромов Российской Федерации.
К 2012 году на аэродроме заменено радиотехническое и светотехническое оборудование. 15 сентября 2012 года закончена реконструкция КДП и состоялось торжественное открытие нового аэровокзала.
В 2012 году ФГУП «ЦЭНКИ» приобрело два шестиместных вертолёта, которые с 2013 года базируются на аэродроме Крайний и используются для предпускового облёта трассы выведения ракет космического назначения, а также при обучении пилотов, для перемещения и эвакуации иностранных специалистов по программе МКС.
С апреля 2015 года аэропорт «Крайний» был закрыт на реконструкцию взлётно-посадочной полосы. Аэропорт возобновил работу 26 февраля 2016 года.
В 2016 году предполагалось выполнить работы по реконструкции рулёжных дорожек и светосигнального оборудования, а в 2017 году — реконструкцию перрона.

## Природа
Рельеф: слабоволнистая равнина (абсолютные отметки 95—105 м). Растительная зона: полынно-боялычовая (северная) пустыня. Почвы: бурые пустынно-степные.
В 2,5 км южнее и в 4 км юго-западнее аэродром огибает река Сырдарья, на её правом берегу находится старинное казахское кладбище «Акжар». Урез воды Сырдарьи находится на отметках около 85 м над уровнем моря, ширина реки 120—200 м, глубина 1—4 м. Берега реки обрывистые, высотой 5—10 м.
Описание климата см. в статье Байконур (город)